# Wugigarra jiman
Wugigarra jiman là một loài nhện trong họ Pholcidae. Loài này được phát hiện ở Queensland.